# 日下部三中
日下部 三中（くさかべ の みなか、生没年不詳）は、奈良時代の防人。三仲とも。姓は使主。

## 出自
日下部氏は、雄略天皇の皇后であり仁徳天皇の皇女でもある草香幡梭姫が生活する資用に充てられた料地の管理等に携わった名代部の一族である。
三中は上総の須恵国造一族出身であるとされ、同族には、宝亀8年（777年）10月に周淮郡司大領外従七位であった日下部使主山主や、同郡少領の日下部使主□麿がいた。

## 経歴・人物
上総国の豪族で国造丁。天平勝宝7歳（755年）2月、防人として筑紫に派遣された際に詠んだ歌が『万葉集』に1首入集している。

## 歌
- たらちねの 母を別れて まこと我 旅の仮廬に 安く寝むかも[1]

## 日向国の日下部氏との関係
宮崎県西都市にある都萬神社の宮司家や、その周辺の荘園を管理したのは、日下部氏である。この日下部氏の系図には、日下部三中という人物が登場する。この「三中」は『万葉集』に「桜花 今さかりなり おしてるや なにはの浦に 物まうすなへ」という歌が収録されたする。しかし、『万葉集』にあるように、三中は上総国の人間であり、上記の歌は、大伴家持の「桜花 今盛りなり 難波の海 押し照る宮に 聞こしめすなへ」という歌の改変である。つまり、日向の日下部氏は、自身の先祖と無関係の三中を系図に取り込んでいる。このことについて、西都市史編纂委員会は、日向の日下部氏が『万葉集』に歌を選ばれた三中を日下部氏の誇りとしていたために系図に取り込まれたのだとしている。